# Rückert-Lieder
 (avril 2016).
Si vous disposez d'ouvrages ou d'articles de référence ou si vous connaissez des sites web de qualité traitant du thème abordé ici, merci de compléter l'article en donnant les références utiles à sa vérifiabilité et en les liant à la section « Notes et références ».

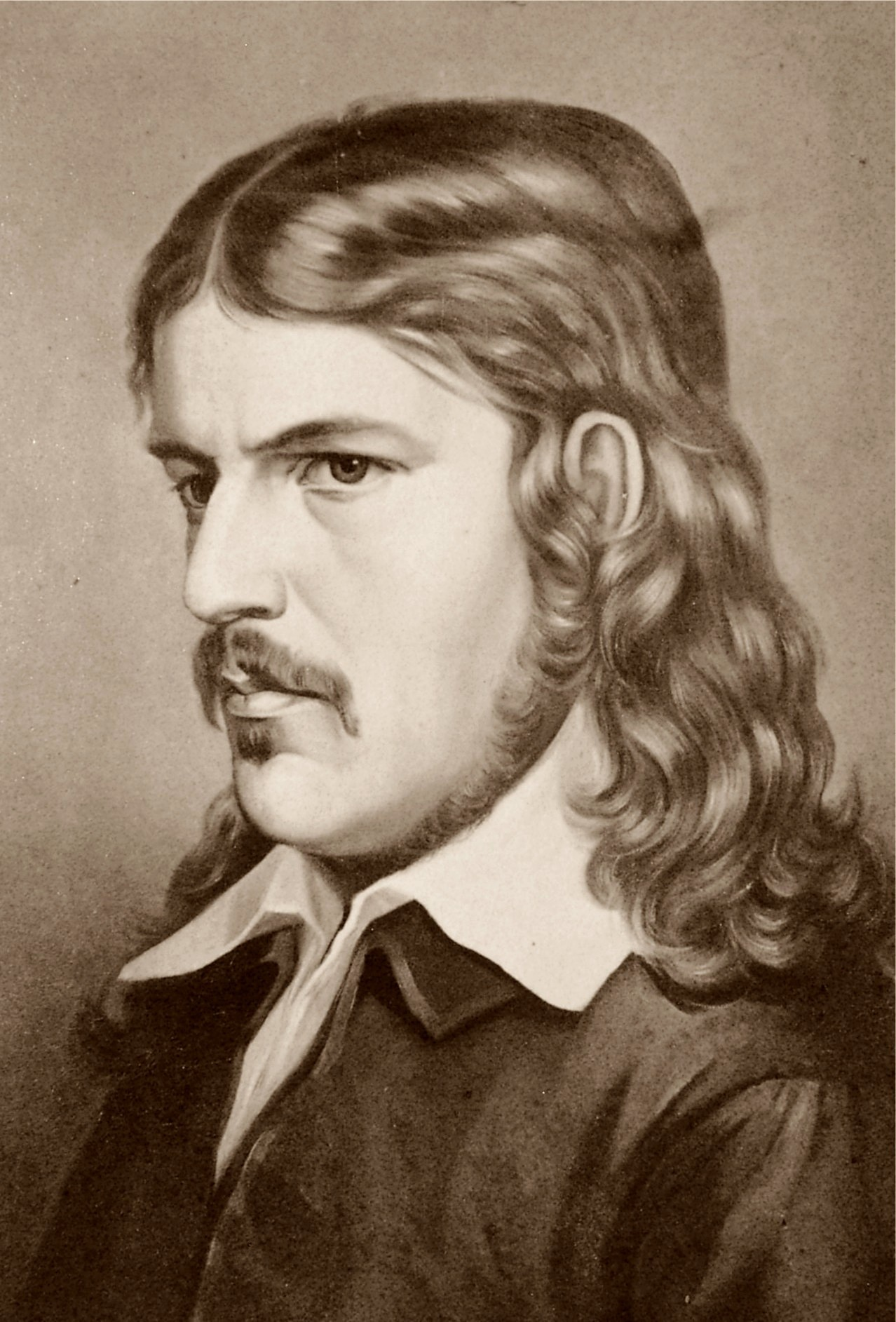
Ici un portrait de Friedrich Rückert.

Les Rückert-Lieder sont cinq chants pour voix et orchestre composés par Gustav Mahler en 1901 et 1902.
Ils furent créés à Vienne en 1905. Les poèmes sont extraits d'œuvres de Friedrich Rückert.

## Liste par ordre chronologique
1. Blicke mir nicht in die Lieder
2. Ich atmet' einen linden Duft
3. Ich bin der Welt abhanden gekommen
4. Um Mitternacht
5. Liebst du um Schönheit

## Composition
Mahler composa quatre des cinq chants lors d'un séjour à la Villa Mahler lors de l'été 1901. Le dernier chant composé est un poème que Mahler mit en musique en juillet 1902 pour son épouse, Alma Mahler. Il cacha le manuscrit dans la partition de Siegfried qu'Alma déchiffrait souvent. Malheureusement pour le compositeur, Alma ne vint pas déchiffrer la partition pendant plusieurs jours. Gustav invita donc Alma à une séance de déchiffrage, ce qui lui fit découvrir le manuscrit, qui la fit presque pleurer.

## Création et réception
Les quatre premiers lieder ont été créés à Vienne le 29 janvier 1905, par des membres choisis du Wiener Philharmoniker. Le concert, dans lequel étaient également créées les Kindertotenlieder et certains Wunderhorn lieder, fut un des grands succès de la carrière de Mahler. Paul Stefan en a écrit[Où ?] : « On exultait avec lui [Mahler], on partageait successivement son affliction, ses humeurs enfantines, joyeuses ou rêveuses. On prenait plaisir à s'émerveiller de sa science et de sa maîtrise des petites formes, comme à un magnifique épanouissement de beaux poèmes ».

## Fiche technique
- Titre : Fünf Lieder nach Texten von Friedrich Rückert, Sieben Lieder aus letzter Zeit ou Rückert-Lieder
- Composition : juin 1901 pour les quatre premiers et juillet 1902 pour le dernier
- Durée : 25 minutes environ
- Création :
  - Les quatre lieder de 1901: 29 janvier 1905 à Vienne[1]
  - Création de la version complète le 28 février 1907 à Vienne[1]
- Publication : C. F. Kahnt 1905

## Analyse

### Blicke mir nicht in die Lieder
- Précision lexicale : die Lieder = die (Augen)lieder = les paupières. Cette orthographe est certes archaïque (on écrirait aujourd'hui das Lid), mais néanmoins attestée (cf. Deutsches Wörterbuch de Jacob Grimm et Wilhelm Grimm).

Il y a un jeu de mots sur la double signification paupière / chant : à l'écoute (plus qu'à la lecture), on pourrait comprendre ce premier vers de Rückert à la fois comme « De ton regard, ne sonde mes paupières » ou bien « De ton regard, ne sonde mes chants ». C'est en réalité le deuxième sens qui est le plus important comme l'atteste le développement du poème : avant d'en faire profiter son entourage et le monde, le poète garde jalousement sa production celée aux regards extérieurs tant que celle-ci n'est pas achevée, comme les abeilles les alvéoles et le miel dans leur ruche : Les abeilles, quand elles construisent leurs alvéoles / les cachent au regard des autres, puis Quand elles mettront au jour / Le précieux gâteau de miel / Alors tu seras le premier à t'en régaler !  (traduction libre). Ce qui, par son traitement musical, apparaît comme un Lied relativement léger de Mahler cache en réalité un aspect très profond du compositeur ; c'est une métaphore de son attitude intime vis-à-vis de la composition et plus généralement de la création.

### Ich atmet' einen linden Duft
- Proposition de traduction du début du Lied :

Je respirais un doux parfum.
Il y avait dans la chambre une branche de tilleul.
Le cadeau d'une main chère.
Comme c'était doux, le parfum du tilleul...

### Ich bin der Welt abhanden gekommen
- Proposition de traduction du début du Lied :

Je suis coupé du monde.
Dans lequel je n'ai que trop perdu mon temps.
Depuis longtemps, il n'a plus rien entendu de moi.
Il peut bien penser que je suis mort !
et le texte se termine sur ces mots : Je suis mort au tumulte du monde et repose dans mon tranquille domaine. Je vis seul dans mon ciel, dans mon amour. dans mon chant.

### Um Mitternacht
- Proposition de traduction du début du Lied :

A minuit.
Je me suis réveillé.
Et j'ai regardé le ciel.
Parmi les millions d'étoiles,
Aucune ne m'a souri.
A minuit.

### Liebst du um Schönheit
- Proposition de traduction du début du Lied :

Si tu aimes pour la beauté, alors ne m'aime pas !
Aime le soleil aux cheveux dorés !

## Discographie
- Janet Baker (mezzo-soprano), John Barbirolli, Orchestre Hallé - EMI
- Kathleen Ferrier (contralto), Bruno Walter, Orchestre philharmonique de Vienne - DECCA
- Christa Ludwig (mezzo-soprano), Herbert von Karajan, Orchestre philharmonique de Berlin - DGG
- Christa Ludwig (mezzo-soprano), Otto Klemperer, Orchestre Philharmonia - EMI
- Dietrich Fischer-Dieskau (baryton), Karl Böhm, Orchestre philharmonique de Berlin - DGG
- Brigitte Fassbaender (mezzo-soprano), Riccardo Chailly, Orchestre symphonique allemand de Berlin - DECCA
- Violeta Urmana (mezzo-soprano), Pierre Boulez, Orchestre philharmonique de Vienne - DGG